# イスパノアメリカ独立戦争
イスパノアメリカ独立戦争（イスパノアメリカどくりつせんそう、英語: Spanish American wars of independence、スペイン語: Guerras de independencia hispanoamericanas）は、19世紀初期、イスパノアメリカのスペイン統治からの独立を目的とする一連の戦争。
ナポレオン戦争中にフランスがスペインに侵攻した後に生起した。

## 概要
戦争は1809年にチュキサカとキトでセビリアの最高中央評議会に反対する短命なフンタが結成されたことで勃発した。1810年、イスパノアメリカ各地でさらに多くのフンタが結成され、一方スペイン本国の最高中央評議会はフランスに鎮圧された。イスパノアメリカの諸地域では本国の政策に反対する者も多かったが、「完全独立への興味は少なく、実際フランスへの抵抗を指導すべく結成されたスペイン中央評議会は広く支持された」。イスパノアメリカ人の一部は独立が必要であると考えたが、最初期に新政府の成立を支持した者の多くはあくまでも地域の自主をフランスの支配から守るための手段として支持したにすぎなかった。しかし、その後の10年間はスペインが政情不安に見舞われ、フェルナンド7世治世下のスペインが「絶対主義王政復古」を遂げたことから、多くのイスパノアメリカ人は独立の必要性を痛感した。
戦闘では非正規戦も正規戦も行われ、また民族解放戦争と内戦としての一面もある。植民地の間の紛争、そしてスペインとの紛争の結果、南のアルゼンチン、チリから北のメキシコまで多くの独立国が連鎖的に誕生した。キューバとプエルトリコは1898年の米西戦争までスペイン領に残った。これらの独立国は最初から人種区別と階級、カスタ制、異端審問、貴族制度を廃止しており、奴隷制度もすぐには廃止されなかったが、独立から25年経過するまでに廃止された。政府では半島人の代わりにクリオーリョ（米州生まれでスペイン血統の白人）とメスティーソ（白人とアメリカ先住民族の混血）が高位に就いた。社会階層では法的な階級が廃止されたが、文化的にはクリオーリョが頂点にあり続けた。以降1世紀近く、自由派と保守派が政争を起こし、独立戦争の結果としておきた改革をさらに推進するか、元に戻すかで争った。
イスパノアメリカ独立戦争はハイチ革命、そしてブラジル独立とも関連している。うちブラジル独立はイスパノアメリカ独立と同じく、ナポレオン・ボナパルトのイベリア半島侵攻に関連しており、1807年にポルトガル王家がブラジルに逃亡したことがブラジル独立の起因となっている。また、ラテンアメリカ独立が進展した背景には啓蒙時代の理念が広まったことがあり、これは（アメリカ独立革命とフランス革命を含む）大西洋革命の全てに影響を及ぼした。

## 背景

イスパノアメリカ独立の進展
伝統的なスペイン法制に基づく政府
最高中央評議会を支持する地域
米州でのフンタや反乱
独立を宣言した国、または直接建国した国
フランスによるイベリア半島支配

政治的に独立することはイスパノアメリカにおける政情不安から予定された結果ではなく、「完全独立への興味は少なかった」。歴史家のロビン・ハンフリーズとジョン・リンチ（John Lynch）が述べたように、「不満の力、または変革の力を革命の力と同等視することは安易」であり、その理由は「定義上、独立の歴史はそれが起きるまで存在しない」ことだった。結果的にはイスパノアメリカが独立したため、それがおきた理由は広く研究された。
これまで主張された要因はいくつかある。まず、18世紀中期のブルボン改革により、スペイン本国による海外植民地帝国への支配が増し、イスパノアメリカとスペイン本国の関係が一変した。海外植民地帝国を指す用語が本国から独立した「王国」からスペイン属領である「植民地」へと格下げされた。海外植民地の行政と経済をよりよく支配すべく、外部からの官僚（ほぼ全員が半島人）を海外植民地の官職に任命するという制度を復活させた。これにより、イスパノアメリカのエリート層は任官への道を閉ざされた。
スペイン本国の帝王教権主義と世俗化政策はカトリック教会の権力を削ぐことを目的としていた。1767年にはイエズス会士が追放されており、イエズス会のクリオーリョ会士の多くも追放された。その後も聖職者の特権を削ごうとしており、聖職者の権威を霊的な事柄に限定させ、教区司祭の権力を低減させた。しかし、歴史家のウィリアム・B・テイラーによると、権力を聖界から世俗に移行させ、聖職者と真正面から敵対したことで、国王は自身の正当性を失った。これは教区司祭が伝統的に「カトリック国王の自然な現地代理人」であることが理由である。
スペイン本国は経済においても教会の収入を支配しようとした。1804年の財政危機において、国王カルロス4世は統合法（Act of Consolidation）を発布して、教会が貸した借金の返済を迫ろうとした（当時、イスパノアメリカのエリート層は主に所有するアシエンダを抵当を入れて教会から借款を申し込んでいた）。この法律は教会の富を脅かしたのと同時に、教会からの借款に依存したイスパノアメリカのエリート層の富をも脅かした。借金の返済期間が突如短縮されたことはエリート層の多くが破産に追い込まれることを意味した。カルロス4世はさらにエリート家族が聖職者（聖職者がその家族の一員であることも多い）のためにとっておいた聖職禄にも手を伸ばそうとした。特に下級聖職者はこのカペリャニアと呼ばれた寄付金に依存したため、主にメキシコの下級聖職者が独立のための反乱に参加した。一例としてはミゲル・イダルゴとホセ・マリア・モレーロスがいる。
改革の成果は地域によって異なった。キューバ総督領、リオ・デ・ラ・プラタ副王領、ヌエバ・エスパーニャ副王領では成功して、現地経済と政府の効率が向上したが、それ以外の地域では現地民との緊張関係が生じ、ヌエバ・グラナダ副王領のコムネロスの乱やペルー副王領のトゥパク・アマルー2世の乱が勃発した。
クリオーリョの高級官僚への道が閉ざされたことと、18世紀のスペイン領南米における反乱が数十年後の独立戦争の直接的な要因にはならなかったが、政治上の背景としては遠因となった。
それ以外の要因には啓蒙思想と大西洋革命の前例がある。啓蒙時代では社会改革と経済改革への切望がイスパノアメリカとイベリア半島全体に広まった。自由貿易と重農主義の思想はスペイン本国から海外植民地に広まり、イスパノアメリカ啓蒙の原動力となった。スペイン本国と独立戦争中のイスパノアメリカで施行された政治改革と起草された多くの憲法はこれらの要因の影響を受けたものである。

## スペインとアメリカにおける新しい統治機構の創設（1808年-1810年）

### ボルボン朝の崩壊
半島戦争が正当な君主の不在という状況を引き起こしたことはイスパノアメリカにおける紛争の引き金になったのと同時に、1823年まで続く長きにわたるスペイン帝国の政情不安の始まりとなった。ナポレオンがカルロス4世とフェルナンド7世を捕らえたことは政治危機を引き起こした。兄のジョゼフ・ボナパルトをスペイン王に据えるというナポレオンの計画はスペイン帝国のほぼ全体で拒否されたが、国王不在の状況の解決策はなかった。君主制は君主と臣民との契約であることを示したフランシスコ・スアレス以来の伝統的なスペインの政治理論に即して、イベリア半島諸州はフンタを結成した。しかし、各地のフンタの中心となる権威が存在せず、一部のフンタの王国全体を代表するという主張が大半のフンタに承認されなかったという状況はいたずらに混乱を増大させただけだった。例えば、セビリアのフンタは同州が伝統的に帝国唯一の中継貿易港を務めたことから海外植民地への統治権も主張した。
この行き詰まりを解決するために、スペイン各地のフンタとカスティーリャ委員会が交渉して、1808年9月25日の最高中央評議会成立につながった。半島の諸王国が評議会に代表を2名ずつ、海外の諸王国が代表を1名ずつ派遣するとした。海外の諸王国は「ヌエバ・エスパーニャ（メキシコ）、ペルー、ヌエバ・グラナダ、ブエノスアイレスの各副王領、そしてキューバ、プエルトリコ、グアテマラ、チリの独立した総督領、ベネズエラ、フィリピンの各県」と定義された。この代表数は不公平と批判されたが、各地域の首都では批判をよそに1808年末から1809年初にかけて代表が選出され、当選者の名前が副王領や総督領の首都に伝えられた。いくつかの重要な大都市が最高中央評議会に代表を送ることができず、特にキトとチュキサカは王国の首都と自負していたため、ペルー副王領に組み込まれることに不満だった。結果的には1809年に両都市でフンタが成立したが（es:Primera Junta de Gobierno Autónoma de Quito、チュキサカ革命）、いずれも同年に鎮圧され、ヌエバ・エスパーニャのフンタ成立の試みも挫折した。

### スペインの制度改革

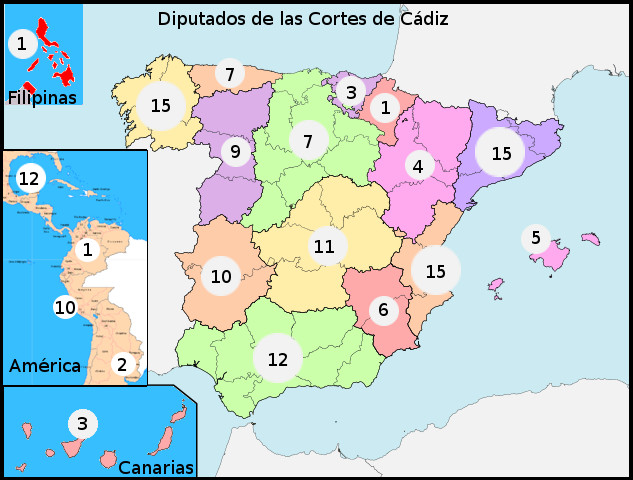
コルテス・デ・カディスへの代表数

イスパノアメリカからの資金で維持されたスペイン軍がオカーニャの戦い（1809年11月）に敗れ、さらに1810年1月29日に最高中央評議会が解散されてカディスへ逃亡したことで、イスパノアメリカにおけるフンタ設立の波が再度訪れた。フランス軍はスペイン南部を占領し、最高中央評議会を港口都市のカディスに押し込んだ。
最高中央評議会の代わりに5人からなる摂政委員会が設立された。そして、正当性のより高い政府を設立するために、摂政委員会は「スペイン国の臨時国会」、すなわち「コルテス・デ・カディス」の招集を提唱した。コルテス選挙を王国ではなく県に基づくとしたことで、選挙はより平等になり、海外県の線引きにより長い時間を与えた。コルテス・デ・カディスはスペイン初の主権を主張した国会である。これは古い王国の廃止を意味した。開会式は1810年9月24日、当時フランス軍に包囲されていたレアル・テアトロ・デ・ラス・コルテスで行われた。

### イスパノアメリカの反応
イスパノアメリカ人の多くはすぐにでもフランス軍に捕らわれそうな残存政府を承認する理由を見出せずにおり、イスパノアメリカのフランスからの独立を守るために現地フンタの創設に動いた。フンタ創設の動きはヌエバ・グラナダ（コロンビア）、ベネズエラ、チリ、リオ・デ・ラ・プラタ（アルゼンチン）で成功した。中米でも（結果的には失敗したが）1811年独立運動がおきた。最終的には中米、ヌエバ・エスパーニャの大半、キト（エクアドル）、ペルー、アルト・ペルー（ボリビア）、カリブ海、フィリピン諸島がその後の10年間王党派の支配下に留まり、コルテスでスペイン国王を支持する自由主義政府の設立に参加した。

## 主権のための内戦（1810年-1814年）
1810年4月19日のカラカス最高評議会などイスパノアメリカで創設されたフンタは来たる15年間の戦闘の舞台を用意した。政治的な断層線が現れ始め、しばしば武装紛争の原因になった。フンタはスペイン官僚の権威を摂政委員会の承認の是非にかかわらず認めなかったが、帝国の統一を維持しようとしたスペイン官僚とイスパノアメリカ人はコルテスを支持する自由派と政体の変更を望まない保守派（史学史上絶対主義者と呼ばれるも多い）に分裂していた。また、フンタは廃位されたフェルナンド7世の名のもとで行動していると主張したが、フンタの創設は完全独立の支持者が公的に、安全に独立を宣伝する素地になった。独立の支持者は自身を愛国派と呼び、この呼び名は後に全ての独立派に対して使用された。
独立が最初の目的ではなかったことには、1810年直後に独立を宣言した地域が少ないことが証拠として挙げられている。ベネズエラとヌエバ・グラナダの議会が1811年に独立を宣言したことと（ベネズエラ独立宣言）、パラグアイが同年5月14日/15日に独立を宣言したこと（1811年5月の革命）が例外であった。一部の歴史家は独立宣言に後ろ向きだった理由を「フェルナンド7世の仮面」と解釈している。すなわち、大衆が完全独立による急激な変化に適応できるようにするために、まず追放された国王への忠誠を主張する必要があると、愛国派の指導者が考えたのであった。いずれにしても、イベリア半島当局から実質的に独立していたリオ・デ・ラ・プラタやチリでも数年後（1816年と1818年）にようやく独立を宣言した。ただし、正式に独立したか実質的に独立したにかかわらず、イスパノアメリカの多くの地域では内戦が1820年代までほぼ連続して行われた。メキシコではフンタ設立の動きが本国からの商人と官僚によって早期に止められたが、摂政委員会やフランスから独立した政府を設立する動きはミゲル・イダルゴによる反乱という形で現れた。イダルゴは1811年に捕らわれ、処刑されたが、抵抗の動きは続き、1813年にはメキシコ独立宣言を発するに至った。中米では1811年にフンタを設立する試みがあったが鎮圧された（流血はより少なかった）。カリブ海諸島とフィリピンにおけるフンタ設立の動きは広く支持を得る前に当局に報告され阻止された。

### 主要都市と地域の間の敵対

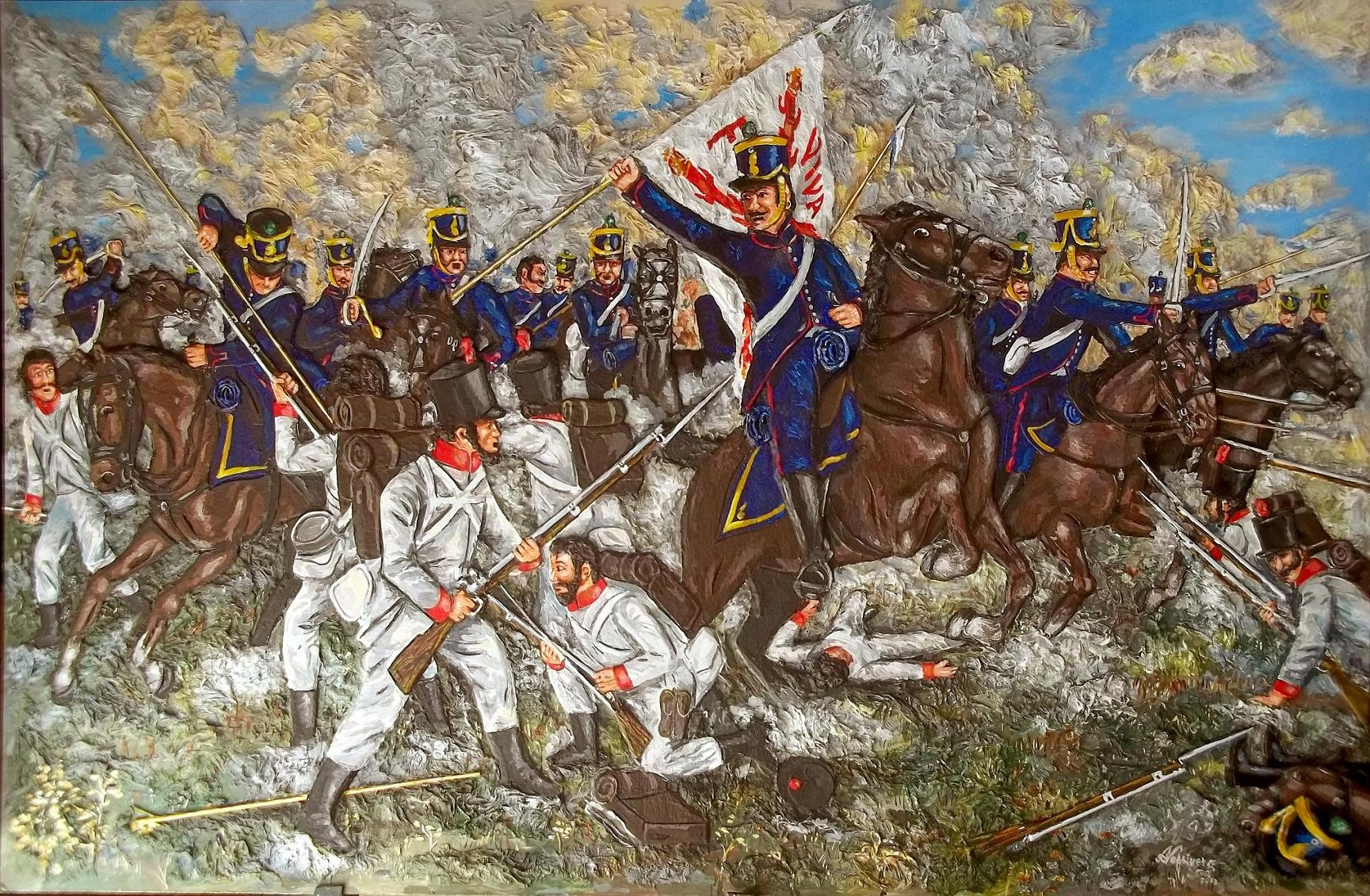
1813年のサンロレンソの戦い

主要都市と地域の間の敵対は戦争で重要な役割を果たした。中央となる権威が消え、一部では現地副王の権威（ヌエバ・グラナダやリオ・デ・ラ・プラタ）も消えたことはイスパノアメリカの多くの地域でのバルカン化を招いた。スペイン帝国の置換先となる政治実体は明らかではなく、スペイン人であるとの民族認識を置換できる民族意識は存在しなかった。1810年に創設されたフンタでは第一にスペイン人であるとの意識にアピールして、フランス人の脅威と対向させた。第二に米州人としての意識にアピールして、イベリア半島がフランスに奪われたことと対向させた。第三に主要都市や各県、パトリア（西: patria）への帰属意識にアピールした。多くの場合、フンタは県の独立をイベリア半島からも、元副王領や総督領の首都からも守ろうとした。そして、国王の下にあった時期と同じように、一部都市や県がほかの都市や県の格下に甘んじるべきかとの問題をめぐって、武装紛争が勃発した。この現象は南アメリカで特に顕著であり、また一部地域ではわざと敵対者と違う立場をとった。例えば、リオ・デ・ラ・プラタが1776年に副王領に昇格したとき、アルト・ペルーをペルー副王領から得たため、ペルーはリオ・デ・ラ・プラタと逆の立場、すなわち王党派の立場をとった。リオ・デ・ラ・プラタでフンタが設立されたことで、ペルーは戦争中にアルト・ペルーを正式に再支配することができた。

### 社会と民族間の敵対

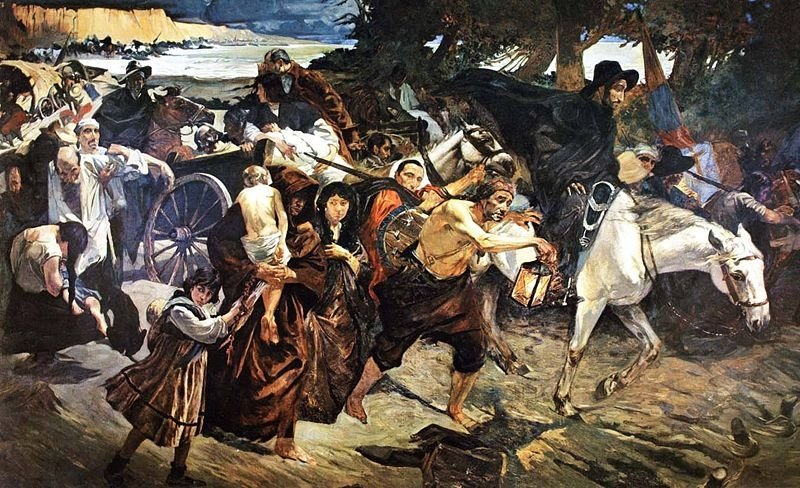
1814年、カラカスからの追放。

社会と民族間の敵対も戦闘に影響を及ぼした。当局に対する不満のはけ口として、農村部が都市部と敵対した。半島戦争の問題とともに、数年間の不作も起因となったイダルゴの農民反乱がその一例であった。イダルゴははじめケレタロの自由派都会人の1人であり、フンタの設立を模索していた。フンタ設立の計画が露見すると、農村部のバヒオで軍を招集、農村部に住む者の利害が都会人のそれより優先されることとなった。ベネズエラでも同じような緊張が生じており、スペインからの移民ホセ・トマス・ボベスが非正規ながらも強力な王党派軍勢をヤネロから招集した。このとき、ヤネロが奴隷と白人の混血であるのを利用して、白人地主への恨みを煽動して従軍を促進した。ボベスらはスペイン人士官の命令をたびたび無視した上に、追放されたスペイン王家の復位にもさほど熱が入らず、むしろ自身の権力保持に熱心だった。さらに、アルト・ペルーではレプブリケタが独立派の全滅を防ぐべく、公権剥奪された農村部住民や先住民族と同盟したが、多くの市民を有する主要都市を奪取することはついぞできなかった。
スペイン人とイスパノアメリカ人の紛争がだんだんと激しくなったが、その背景には階級格差があったり、愛国派の指導者が民族主義を生むために煽動したものだったりした。例えば、イダルゴの軍勢はガチュピン（半島人の蔑称）を国から消し去るよう焚きつけられて、グアナフアトのアロンディガ・デ・グラナディタスで避難していたクリオーリョと半島人数百人を無差別虐殺した。シモン・ボリバルも1813年のすばらしき闘争においてデクレト・デ・ゲーラ・ア・ムエルテを発して、王党派のイスパノアメリカ人はわざと助命するが中立を保った半島人でも殺害するとした。イスパノアメリカ人と半島人を分裂させることが目的だったこの政策はボベスの残虐行為の背景となった。ただし、王党派も愛国派もその旗印を不平不満な人々を糾合するための口実にしており、政治主張の提唱も撤回も速かった。例えば、ベネズエラのヤネロは1815年以降にエリート層や都市部が王党派で固まると自身も王党派に転向、結果的にベネズエラを独立に導いたのはメキシコの国王軍だった。

## フェルナンド7世の反独立戦争（1814年-1820年）
1815年までに王党派と独立派の軍勢が支配する地域が固定化し、戦争は膠着状態に陥った。王党派が人口の密集地域を支配している場合、独立派はゲリラ戦術を採用した。ヌエバ・エスパーニャにおいて、ゲリラは主にプエブラのグアダルーペ・ビクトリアとオアハカのビセンテ・ゲレロが率いた。南米の北部ではシモン・ボリバル、フランシスコ・デ・パウラ・サンタンデル、サンティアゴ・マリーニョ、マヌエル・ピアル、ホセ・アントニオ・パエスらヌエバ・グラナダとベネズエラの愛国派指導者がオリノコ盆地とカリブ海岸でキュラソー島やハイチからの物資援助を利用して戦闘を展開した。また、アルト・ペルーではゲリラが孤立した農村部を掌握した。

### フェルナンド7世の復位
1814年3月にフランス第一帝政が崩壊すると、フェルナンド7世はスペイン国王に復位した。数多くのフンタ、そしてスペインとイスパノアメリカのコルテスによる政治と法制改革、新しい憲法や法典の制定などがフェルナンド7世の名において行われたが、フェルナンド7世はスペイン憲法を支持するとスペイン領に入る前に緩く約束した。しかし、スペインに入り、保守主義者やスペインのカトリック教会からの支持を受けていることがわかると、彼は5月4日に憲法を拒否して、同10日に自由派の指導者の逮捕を命じた。フェルナンド7世はコルテスが彼の欠席したまま招集されたため、そのコルテスが行った憲法制定や制度改革は無効であるという理由で憲法拒否を正当化した。彼は法典と政治機関を元に戻し、伝統的なコルテス（聖職者と貴族とそれ以外が別の議院に分けられているコルテス）の招集を約束した。その後、フェルナンド7世の行動の報せがイスパノアメリカに伝わったが、スペインからの交通に要する時間が異なったため報せが伝わる時期は3週間後から9か月後と幅があった。
フェルナンド7世の行動は実質的には各地の独立を宣言していない自治政府からも、海外植民地を含む代議制政府を設立しようとしたスペイン自由派からも断絶することを意味した。ヌエバ・エスパーニャ、中米、カリブ海、キト、ペルー、アルト・ペルー、チリなどイスパノアメリカの各地域では独立のほか、海外植民地を含む代議制政府も受け入れられる選択肢の1つであった。しかし、アンシャン・レジームの復活という報せは1809年と1810年のときのようにフンタ設立の動きを起こさず、クスコでスペイン憲法の実施を求めるフンタが設立された（1814年クスコ反乱）のみであった。その代わり、イスパノアメリカ人の多くが中道派であり、状態が正常に戻った後の様子を見て決めようとした。実際、ヌエバ・エスパーニャ、中米、キトの一部地域では現地社会との紛争を避けるために、総督が憲法に基づき選出されたアユンタミエント（市参事会）を数年間残した。いずれにしても、スペイン本国でもイスパノアメリカでも自由派が国を立憲君主制に戻すための計画を立て、1820年のスペイン立憲革命で成功した。両大陸間の協力の一例としては1816年と1817年にマルティン・ハビエル・ミナ・イ・ラレアが行った、テキサスとメキシコ北部への遠征がある。
イスパノアメリカの王党派地域では独立の支持者たちはすでにゲリラ活動に身を投じた。しかし、フェルナンド7世の行動は王党派が支配下に置いていない地域を完全独立支持に動かした。これらの地域の政府は1810年のフンタを起源としており、国王との和解に賛成した中道派もすでに実施された改革を守るためにはスペインからの分離が必要であると信じるようになった。

### 王党派の軍事力

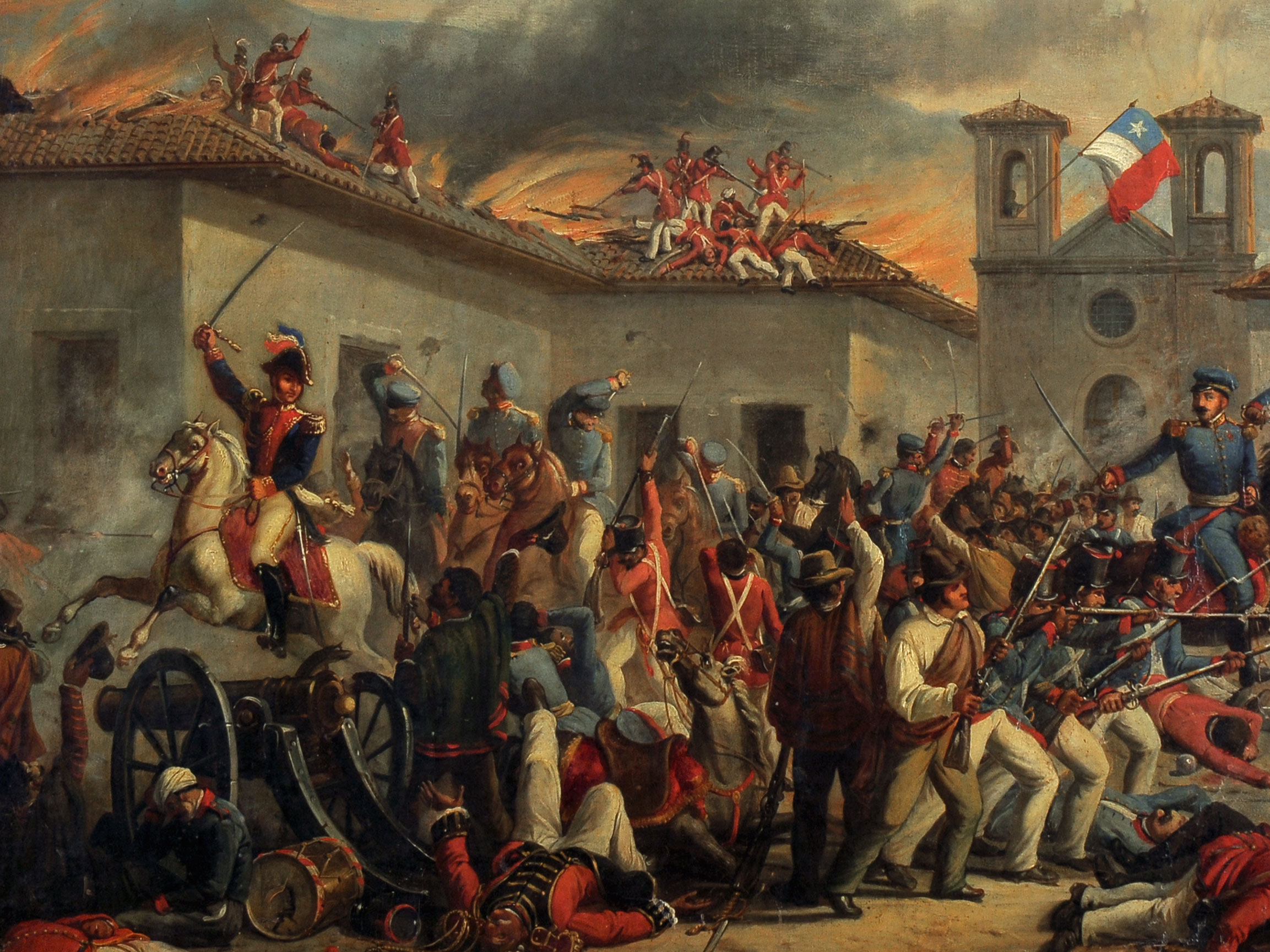
1814年のランカグアの戦い

この時期、王党派はヌエバ・グラナダとチリに進軍して、1815年から1819年まで前者を（スペインによるヌエバ・グラナダ再征服）、1814年から1817年まで後者を支配した（レコンキスタ (チリ)）。ヌエバ・グラナダでは北東部と南部の王党派地域を除き、1810年以降スペインからの独立を維持していた。一方のベネズエラでは王党派と独立派の支配の入れ替えが繰り返された。ベネズエラの支配を確保し、ヌエバ・グラナダを再支配すべく、スペインは1815年に兵士10,500人と船60隻近くというそれまで米州に派遣した最大の遠征軍を組織した。この軍勢はヌエバ・グラナダのような独立派地域の再占領に不可欠であるが、やがてベネズエラ、ヌエバ・グラナダ、キト、ペルーと広範囲にわたって配置されるようになり、熱帯病で弱体化して影響力が薄れた。
さらに、王党派の軍勢の9割が（半島人ではなく）イスパノアメリカ人であり、遠征軍でも半分程度だった。ヨーロッパ人兵士が死傷した場合、その代替となるのがイスパノアメリカ人兵士だったため、時がたつにつれ、遠征軍のイスパノアメリカ人比率がどんどんと上がった。例えば、南米への遠征軍の総指揮官パブロ・モリーヨは1820年に配下のヨーロッパ人兵士が2千人（遠征軍の約半分）しかないと報告した。王党派の軍勢のうちヨーロッパ人が占める比率は1817年のマイプの戦いでは4分の1程度だったが、1821年のカラボボの戦いでは5分の1に減り、1824年のアヤクチョの戦いでは1%に満たなかった。
一方、王党派民兵隊は現地住民の民族比率を反映していた。たとえば、1820年時点のベネズエラでは王党派の軍勢が白人843人、カスタ5,378人、先住民980人だった。

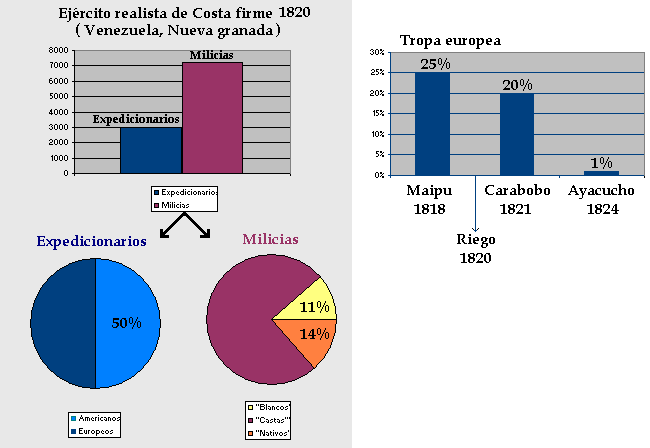
王党派の軍勢。左は遠征軍と民兵における民族比率、右は各戦闘の王党派軍勢におけるヨーロッパ人の比率。

### 独立派の進軍
この時期の終わりが近づくにつれ、独立派の軍勢が進軍してきた。まずコーノ・スールでは半島戦争に従軍した経験豊富なホセ・デ・サン＝マルティンがクヨ県の知事になった。彼はこの地位を利用して、1814年よりチリ侵攻のための軍勢を編成しはじめた。これは第一次アルト・ペルー攻略、第二次アルト・ペルー攻略、第三次アルト・ペルー攻略と連敗した後の方針転換であった。サン＝マルティンの軍勢はアンデス軍の中核になり、特に1816年にフアン・マルティン・デ・プエイレドンがリオ・デ・ラ・プラタ連合州の最高執政官に就任した以降は政治的にも物質的にも不可欠な支援を受けた。1817年1月にようやくチリ進軍の準備が完了すると、サン＝マルティンはベルナルド・オイギンス将軍（後にチリ最高執政官）とともにリオ・デ・ラ・プラタ議会からのチリ進軍禁止令を無視して、アンデス山脈を越えた。この行動は情勢を覆し、2月10日にはチリ北部と中部がサン＝マルティンの支配下に置かれ、1年後にはゲーラ・ア・ムエルテと呼ばれる戦役を経て南部も支配された。元イギリス海軍士官トマス・コクラン率いる艦隊の支援もあり、チリは王党派の支配から解放され、同年に独立を宣言した。サン＝マルティンらは2年をかけてペルー侵攻を計画、1820年に実行した。
南米北部ではカラカスなどベネズエラの都市部を奪取する戦役が数度失敗した後、シモン・ボリバルが1819年にサン＝マルティンのそれと似たような計画を立て、アンデス山脈を越えてヌエバ・グラナダを王党派から解放しようとした。サン＝マルティンと同じく、ボリバルも侵攻のための軍勢を編成、同地域から逃亡してきた独立派と連携したが、ベネズエラ議会の許可を得られずにいた。しかし、ボリバルはサン＝マルティンと違い、訓練の整った兵隊を有さず、ヤネロ、フランシスコ・デ・パウラ・サンタンデル率いる逃亡ヌエバ・グラナダ人、そしてイギリス軍団で構成される混成軍しかなかった。1819年6月から7月にかけて、ボリバルは雨季を掩護にして、浸水した平原を越え、寒いアンデス山脈の山道を通った。これにより、ボリバルはイギリス軍団の4分の1を失い、標高4,000メートル近くの山道を行軍する準備の整っていないヤネロの多くも失ったが、この賭けは成功した。ボリバルは8月にはボヤカの戦いでボゴタとその国庫を支配下に置き、モリーヨの厳しい再占領に不満を持っていたヌエバ・グラナダ人の多くからの支持も得た。いずれにしても、サンタンデルは「ゲーラ・ア・ムエルテ」継続の必要性を信じて、王党派士官38人を降伏したにもかかわらず処刑した。ボリバルはヌエバ・グラナダの資源をもってベネズエラの愛国派の指導者になり、両地域を統合して大コロンビアを建国した。

## 独立の固定化（1820年-1833年）

1820年1月1日、ラファエル・デル・リエゴは米州に派遣される予定だったスペインの遠征軍の反乱を率いた。

1819年、独立派の戦役が成功したことを受け、スペインは2度目となる大規模な遠征軍を組織した。しかし、この遠征軍がスペインを離れることはなかった。その代わり、自由派が立憲君主制を復活させるための手段になった。1820年1月1日、アストゥリアス大隊の指揮官ラファエル・デル・リエゴは反乱を起こし、1812年憲法の復活を要求した。彼の軍勢はアンダルシア州の都市を行軍、市民の支持を得ようとしたが、現地住民の興味は薄かった。しかし、スペイン北部のガリシアでは反乱がおこり、それが瞬く間に全国に広がった。3月7日にはマドリードの王宮がフランシスコ・バレステロス将軍率いる軍勢に包囲され、フェルナンド7世は3日後の3月10日に憲法の復活に同意した。
リエゴの反乱はイスパノアメリカ独立戦争に軍事、政治の両面で大きな影響を与えた。軍事的にはヌエバ・グラナダの奪回とペルー副王領の守備に必要だった大規模な増援が到着しなくなり、王党派の状況が悪化したため、各地で部隊全体が愛国派に寝返る事件が続出した。政治的にはスペイン政府のイスパノアメリカ反乱への態度が大きく変わった。新政府は反乱軍がスペインの自由主義のために戦っていると考え、スペイン憲法の擁護がそのまま和解につながると単純に考えたのであった。政府は憲法を実施し、海外県でもスペイン本国と同じように選挙を行った。また、軍部には停戦交渉を行うよう命じ、反乱軍が代議制政府に参加できると約束した。

### ヌエバ・エスパーニャと中米
コルテス・デ・カディスによって採択されたスペイン1812年憲法は結果的にはヌエバ・エスパーニャと中米の独立の根拠になった。新政府の思惑通り、スペイン憲法と代議制政府の復活は積極的に歓迎され、選挙が行われて地方政府が成立、:引数から代議士  → 衆議院#代議士. 他言語版項目リンク先から議員がコルテスに派遣された。しかし、自由派の間では新しい制度が長続きしないという憂慮があり、保守派と教会はスペインの自由主義政府が改革と反教権法の制定を推し進むことを恐れた。この不安定な雰囲気の中、両派が1820年末にアグスティン・デ・イトゥルビデ大佐を中心に同盟を結成￥した。イトゥルビデはビセンテ・ゲレロ率いるゲリラ部隊を殲滅するという任務についたスペイン国王軍の指揮官だった。

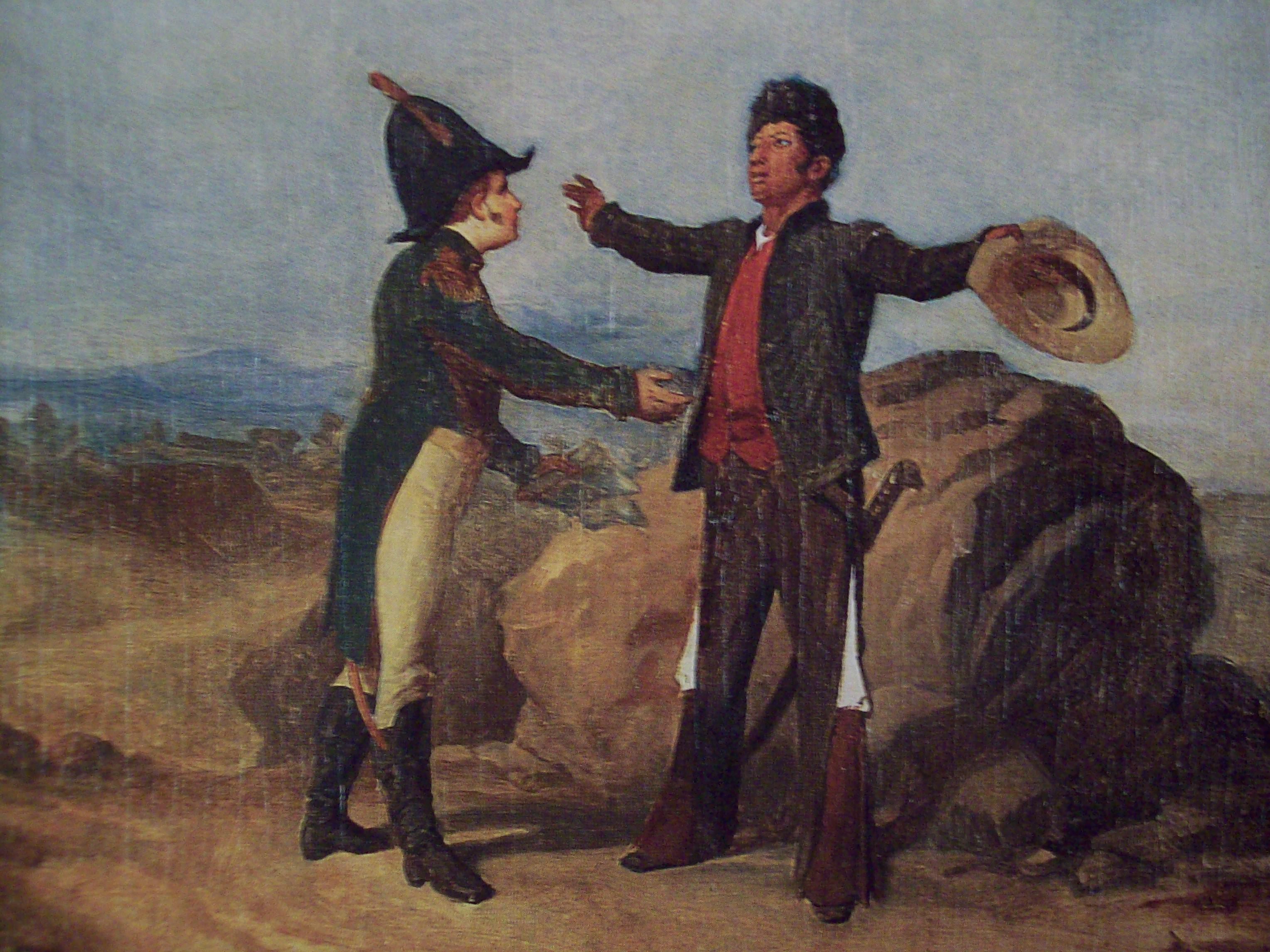
ビセンテ・ゲレロとアグスティン・デ・イトゥルビデによるアカテンパンの抱擁。2人は連合して国王軍と戦うことに同意した。

1821年1月、イトゥルビデはゲレロとの講和交渉を開始、連合してヌエバ・エスパーニャの独立国を建国することを提案した。イトゥルビデの提案はイグアラ綱領の礎になった。イグアラ綱領の骨子はヌエバ・エスパーニャの独立（後にメキシコ帝国と呼ばれるように至る）、フェルナンド7世またはボルボン家から皇帝を戴くこと、カトリック教会を国教と定めること、教会のフエロ（特権）を残すこと、そして全ヌエバ・エスパーニャ人が移民か現地住民かにかかわらず平等であることだった。2月にはもう1人のゲリラ指導者であるグアダルーペ・ビクトリアが同盟に加入、3月1日にイトゥルビデが3つの保証軍の総指揮官になると宣言された。1821年7月1日にフアン・オドノフがスペイン新政府の代表としてベラクルスに到着したが、そのときには王党派がベラクルス、メキシコシティ、アカプルコを除いて全国を占領していた。オドノフがスペイン本国を離れた時点ではコルテスが海外植民地の自治権を大幅に拡大することを検討していたため、オドノフはイグアラ綱領に基づく条約をイトゥルビデと締結しようとした。8月24日に締結されたコルドバ条約では1812年憲法を含むすべての法律がメキシコ新憲法の起草が終わるまで残されると定められた。オドノフはその後、10月8日に死去するまで臨時フンタに参加した。しかし、スペインのコルテスもフェルナンド7世もコルドバ条約を拒否、メキシコ議会は1822年5月19日に帝位をイトゥルビデに与えた。
中米はヌエバ・エスパーニャとともに独立した。1821年9月15日、中央アメリカ独立法がグアテマラシティで署名され、中米（現グアテマラ、ホンジュラス、エルサルバドル、ニカラグア、コスタリカ）のスペインからの独立が宣言された。中米のエリート層はイグアラ綱領を支持し、1821年に中米とメキシコ帝国を統合した。しかし、1823年にイトゥルビデが失脚すると、中米はチアパスを除いて1823年7月1日にメキシコから分離、平和裏に中央アメリカ連邦共和国を建国した。連邦は17年間存続した後、1840年に解体した。

### 南米

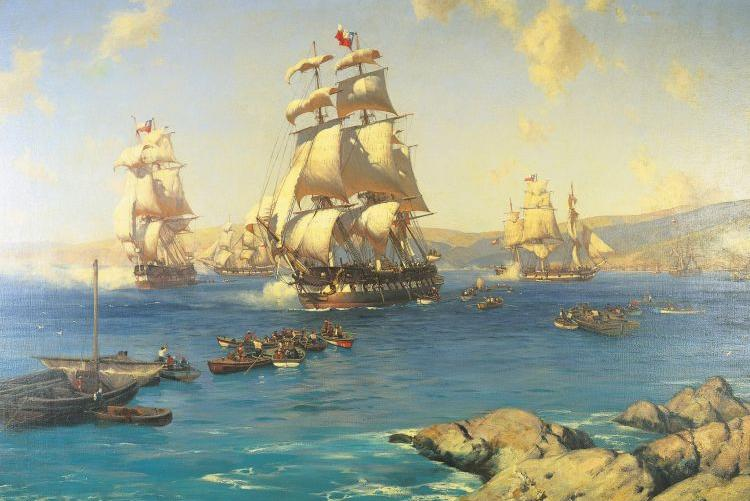
ペルー解放遠征に参加した第1チリ艦隊。艦隊はバハ・カリフォルニアまで向かってスペイン船を襲撃した。

ヌエバ・エスパーニャと中米とは違い、南米の独立はそれまでの5年間を耐えた独立派によるものだった。ホセ・デ・サン＝マルティンとシモン・ボリバルは図らずも南米の南部と北部から大陸規模の翼包囲を行い、イスパノアメリカの大半を解放した。1818年にチリの独立を確保した後、サン＝マルティンは太平洋での艦隊設立に尽力し、スペインの制海権に対抗して王党派の本拠地リマまで進むことを目指した。1820年中にはトマス・コクラン提督率いる軍艦8隻と輸送船16隻という艦隊を編成、バルパライソからペルー南部のパラカス湾に向けて出港した。9月7日にはパラカスに上陸、ピスコを占領した。その後、サン＝マルティンはペルーにおける大規模な反乱を待つべく大規模な会戦を回避した。サン＝マルティンは自軍の存在がペルーの自発的な反乱を引き起こすと信じ、それが起こらない場合はたとえ解放をしても短命に終わると踏んだ。一方、サン＝マルティンは副王ホアキン・デ・ラ・ペスエラと交渉した。ペスエラは本国から1812年憲法に基づく交渉、並びに帝国の統一を維持するとの命令が下っていたため、あくまでも独立を求めるサン＝マルティンとの交渉は無駄に終わった。交渉が終わった後、サン＝マルティンは10月末に戦略的により有利なウアチョに向かった。その後の数か月間、王党派に対する軍事行動が成功した。また10月9日にはグアヤキル（現エクアドル領）が独立を宣言した（グアヤキル独立）。
ボリバルはカディスからの遠征計画が失敗に終わったと知ると、1820年の1年間をベネズエラ解放計画を練ることに費やした。また、モリーヨが本国の反乱軍と交渉するという新政策に従った結果本国に戻ったこともボリバルを助けた。ボリバルはスペイン憲法に基づき愛国派をスペインと和解させるとの提案を拒否したが、11月25日/26日に6か月間の停戦に同意、万民法に基づき交戦規定を定めることにも同意した。しかし、王党派が増援の不足で弱体化したことが明らかであり、多くの王党派兵士や部隊が逃亡するか、愛国派に寝返ったため、停戦は6か月間も続かなかった。停戦からわずか2か月後の1821年1月28日、マラカイボのアユンタミエント（市参事会）が独立共和国の建国、並びに大コロンビアへの加入を宣言した。モリーヨに代わってスペイン軍の指揮官に就任したミゲル・デ・ラ・トーレはこれを停戦協定違反とした。愛国派はマラカイボが自らの意志で立場を変えたと強弁したが、両側とも戦闘の再開を準備した。ベネズエラの運命は4月にボリバルがヌエバ・グラナダから軍勢7千を率いて戻ってきたことで決まり、6月24日のカラボボの戦いで大コロンビア軍が王党派の軍勢を決定的に撃破して、プエルト・カベヨを除くベネズエラ全体の支配、そしてベネズエラの独立を確保した。ボリバルは続いて大コロンビアのヌエバ・グラナダ南部とキトに対する領土主張に集中した。

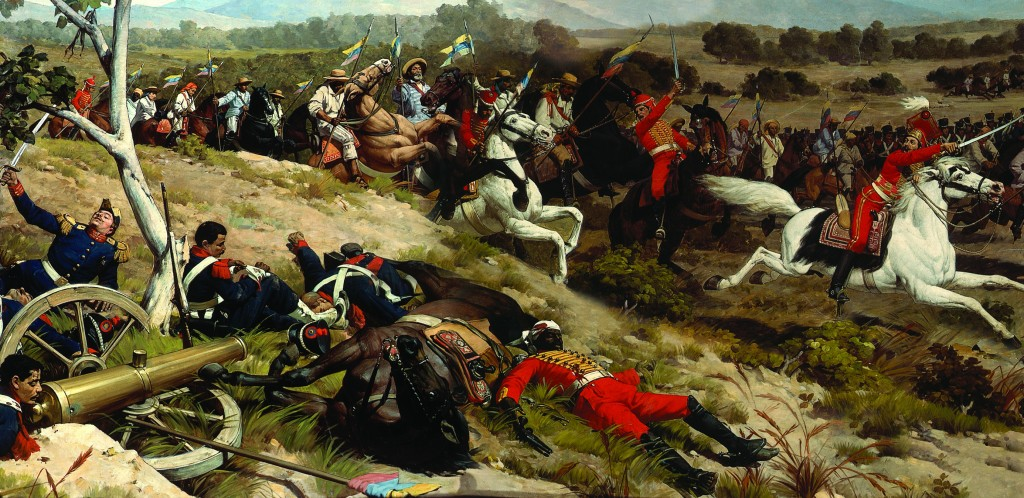
カラボボの戦い、マルティン・トバル・イ・トバル作。

ペルーではペスエラ副王が1821年1月29日にホセ・デ・ラ・セルナ・エ・イノホーサによるクーデターが失脚したが、その2か月後にはサン＝マルティンが自軍をよりリマに近いアンコンに移動させた。その後の数か月間、サン＝マルティンは再び交渉を開始、独立王国の建国を提案したが、あくまでもスペインの統一を堅持したラ・セルナに拒否され、交渉は失敗に終わった。7月にはラ・セルナがリマの守りが弱いと考え、8日にリマを放棄して高地の守備を増強、クスコを副王領の新しい首都とした。12日、サン＝マルティンはリマに入り、28日にはペルーを統治する「護国卿」に就任した。
ボリバルはプレシデンシア・デ・キトが多くの小さな共和国の集まりではなく、大コロンビアの一部になるよう、1821年2月に補給とアントニオ・ホセ・デ・スクレ率いる援軍をグアヤキルに派遣した。スクレはその後の1年間、キトを落とせず、11月には両側ともに疲弊して90日間の停戦を合意した。スクレは1822年5月24日のピチンチャの戦いでようやくキトを落とし、大コロンビアは同地域を確保した。翌年4月にペルーの愛国派軍勢がイカの戦いで壊滅すると、サン＝マルティンは7月26日から27日にかけてグアヤキルでボリバルと会談した（グアヤキル会談）。会談の後、サン＝マルティンは引退を決めた。その後の2年間、「リオ・プラタ人」（アルゼンチン人）、チリ人、コロンビア人、ペルー人愛国派がペルーとアルト・ペルーのアンデス山脈地帯における王党派の要塞に攻撃しようとしたが、2度の攻撃ともに愛国派が全滅した。1年後、ペルー議会がボリバルを同国の愛国派軍勢の総指揮官に任命した。スペイン軍のほうではラ・セルナとペドロ・アントニオ・オラニェタ将軍が争った結果、ラ・セルナは1824年初には軍の半分の支配を失い、王党派の破滅を決定づけ、愛国派に好機を与えることとなった。

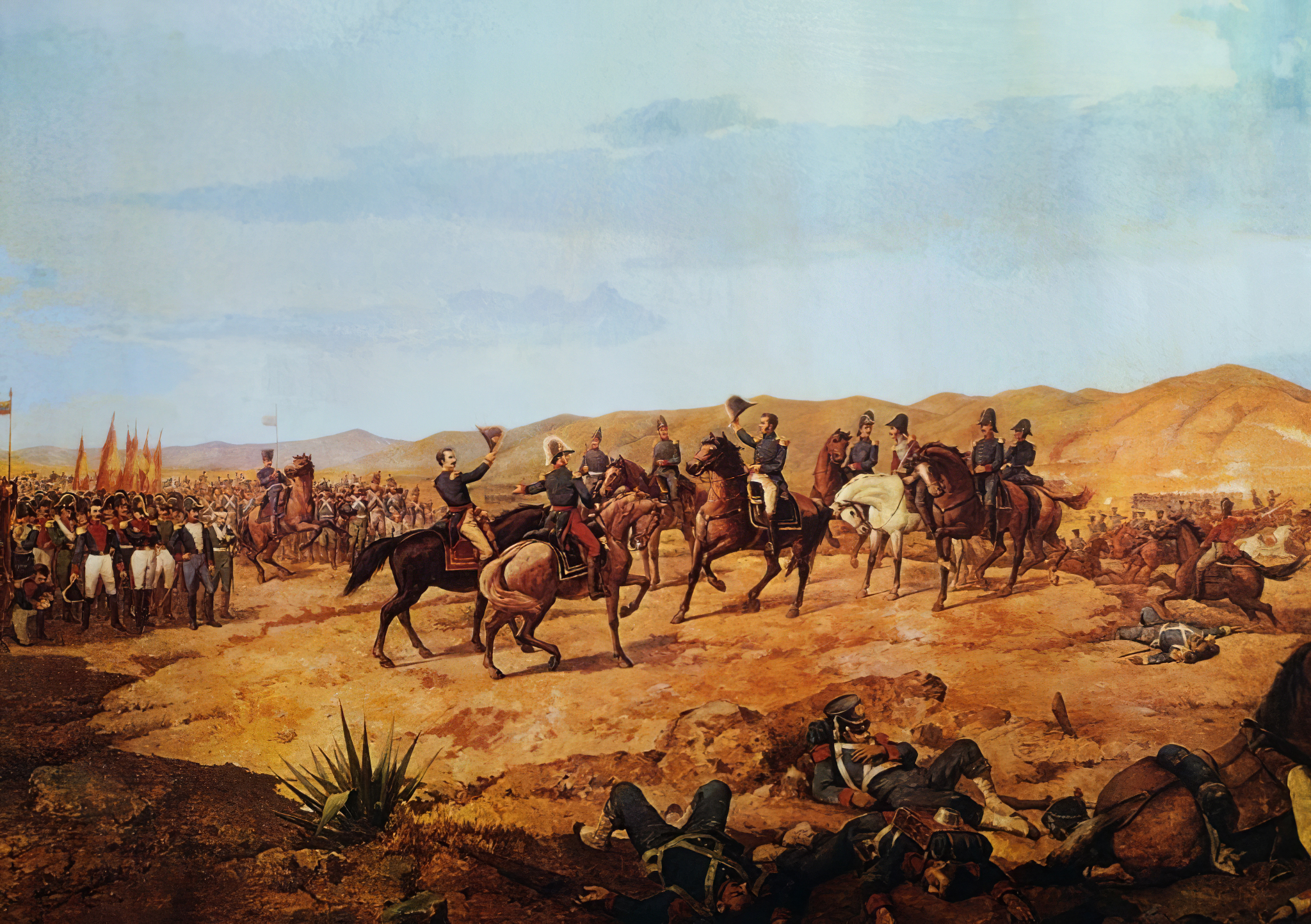
1824年にペルーで戦われたアヤクチョの戦いにより、南米の独立がほぼ確定した。

ボリバルとスクレ率いる、主にコロンビア人で構成された連合軍は1824年12月9日のアヤクチョの戦いでラ・セルナ率いる軍勢を殲滅した。人数ではラ・セルナのほうが上であったが、主に新しく徴兵された兵士で構成された。この時点で王党派が支配していた南米大陸の地域はアルト・ペルーの高地のみとなった。1825年4月2日にオラニェタがトゥムスラで死去すると、彼がアルト・ペルーで率いていた軍勢は降伏した。ボリバルはアルト・ペルーをペルーと統一すべきと考えたが、オラニェタ将軍の甥カシミロ・オラニェタなどの元王党派で、スクレの後援により招集された議会に出席したアルト・ペルーの有力者たちは同地域の独立を支持した。ボリバルは最終決定をスクレに任せ、スクレは議会の意見に従った。8月6日、スクレはチュキサカ、今や「スクレ」に改名された都市でアルト・ペルーの独立を宣言した。これにより主要な独立戦争が終結した。
イスパノアメリカの独立がもはや不可逆であることが明らかになると、新生諸国が国際的に承認されるようになった。1822年初にはアメリカ合衆国がチリ、リオ・デ・ラ・プラタ連合州、大コロンビア、メキシコを承認した。イギリスはアヤクチョの戦いの翌年である1825年まで待った後、メキシコ、大コロンビア、リオ・デ・ラ・プラタ連合州を承認した。両国ともその後の数年間にほかのイスパノアメリカ諸国を承認した。

### 最後の王党派

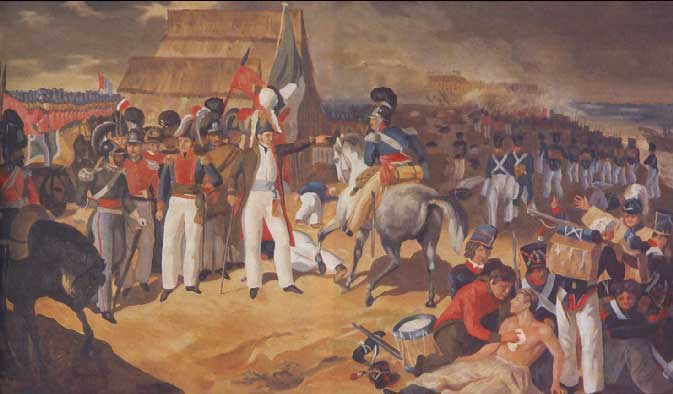
スペインは1829年のタンピコの戦いでメキシコの再征服に失敗した。

海岸にあるベラクルス、カヤオ、チロエといった要塞はそれぞれ1825年と1826年まで抵抗した。その後の10年間、王党派のゲリラは活動を続け、スペインも何度かイスパノアメリカ本土の一部を再占領しようとした。1827年、ホセ・アリサバロ大佐はベネズエラでゲリラ活動を行い、1829年にもイシドロ・バラダス准将が正規軍を率いてメキシコを再征服しようとした（スペインによるメキシコ再征服の試み）。ピンチェイラ兄弟はパタゴニアに移り、1832年にエプラフケン潟湖の戦いで敗れるまで王党派の犯罪者として活動した。これらの活動はいずれも政治情勢を変えるには至らなかった。
神聖同盟が1825年以降に急速に影響力を失い、1830年の七月革命でフランスのブルボン朝が倒れたことで、フェルナンド7世はヨーロッパ諸国からの支持を失ったが、スペインが軍事再占領の計画を完全に放棄したのはフェルナンド7世が1833年に死去した後のことだった。1836年にはスペイン政府が大陸アメリカの主権の放棄を宣言したほどであった。その後、19世紀の間、スペインはイスパノアメリカ諸国を1つずつ承認していった。キューバとプエルトリコのみが1898年の米西戦争までスペイン領であり続けた。

## イスパノアメリカ独立の影響

### 経済
15年近くの戦争により、イスパノアメリカの経済と政治体制が大きく弱体化、同地域の19世紀における経済発展を遅らせるとともにその不安定さが長続きした理由になった。イスパノアメリカの独立により、スペイン帝国という貿易圏、特にマニラ・ガレオンやインディアス艦隊の制度が破壊された。独立した直後のイスパノアメリカ諸国の間の貿易が植民地時期よりも減少した。貿易圏が一旦破壊されると、新生諸国の人口の少なさもあって、商人が貿易圏を再建する動機は少なかった。さらに、スペインとの貿易独占によりイスパノアメリカの製造業がヨーロッパ諸国との競争から守られていたが、それも破られた。製造業、特に織物業が保護関税に守られていたが、イスパノアメリカの独立でそれがなくなったため、外国からの輸入品がイスパノアメリカの製品よりも安い結果になり、（産業革命を経ていないが、製造業に従事していた）先住民は大打撃を受けた。鉱業も壊滅的な影響を受け、ボリビアにおける銀の産出量が独立以前の半分になり、メキシコでは4分の1になった。海洋貿易に頼っていたバルディビアなどは植民地間貿易の制度が崩壊した結果、経済衰退に陥った。
新生イスパノアメリカ諸国はそれぞれ異なる国際貿易政策をとった。リオ・デ・ラ・プラタ連合州やペルーは保護主義政策をとったが、チリは新重商主義を採用しつつ国際貿易をより歓迎する政策を採用した。
資金不足を解決するために、海外、特にイギリスからの投資が誘致されたが、景気回復を誘発できる規模には至らなかった。フランス革命戦争とナポレオン戦争を経たヨーロッパと米国の経済が回復して、新しい市場を探している中、イスパノアメリカが国際貿易の舞台に上れるのは原材料の輸出者と製品の消費者としてだけだった。

### 社会
政府は景気回復に努める必要があるほか、下層階級を政治的統一体に組み入れる必要もあったが、下層階級は独立の恩恵をほとんど享受できなかった。これらの社会問題の解決策をめぐって保守派と自由派との間で政争になり、時には戦闘に発展もした。保守派は社会安定を維持するために伝統的な社会構造を維持しようとしており、一方の自由派は民族に基づく社会構造を終わらせ、資産に対する制限を取り払ってより流動的な社会と経済を作り出そうとした。伝統的なスペイン法制が先住民族を保護したのに対し、自由派はときどき先住民族に歓迎されない政策を採用した。
政争もあったが、独立はイスパノアメリカにおける奴隷制度廃止運動に活力を与えた。多くの奴隷が愛国派の軍に従軍して解放されたため、奴隷制度の廃止が独立運動の一部として見られたのだった。メキシコ、中米、チリなど奴隷が主要な労働力でなかった地域では独立のほぼ直後に奴隷が解放された。一方、コロンビア、ベネズエラ、ペルー、アルゼンチンでは奴隷が主要な労働力ではあったが、30年間かけて段階的に解放されていった。例えば、子宮の自由（奴隷女性の子供を自由民と定める法律）に関する法制度の整備、賠償つき奴隷解放の制度整備などがなされた。1850年代初期までにイスパノアメリカの独立国で奴隷制度が廃止された。

### 女性の役割

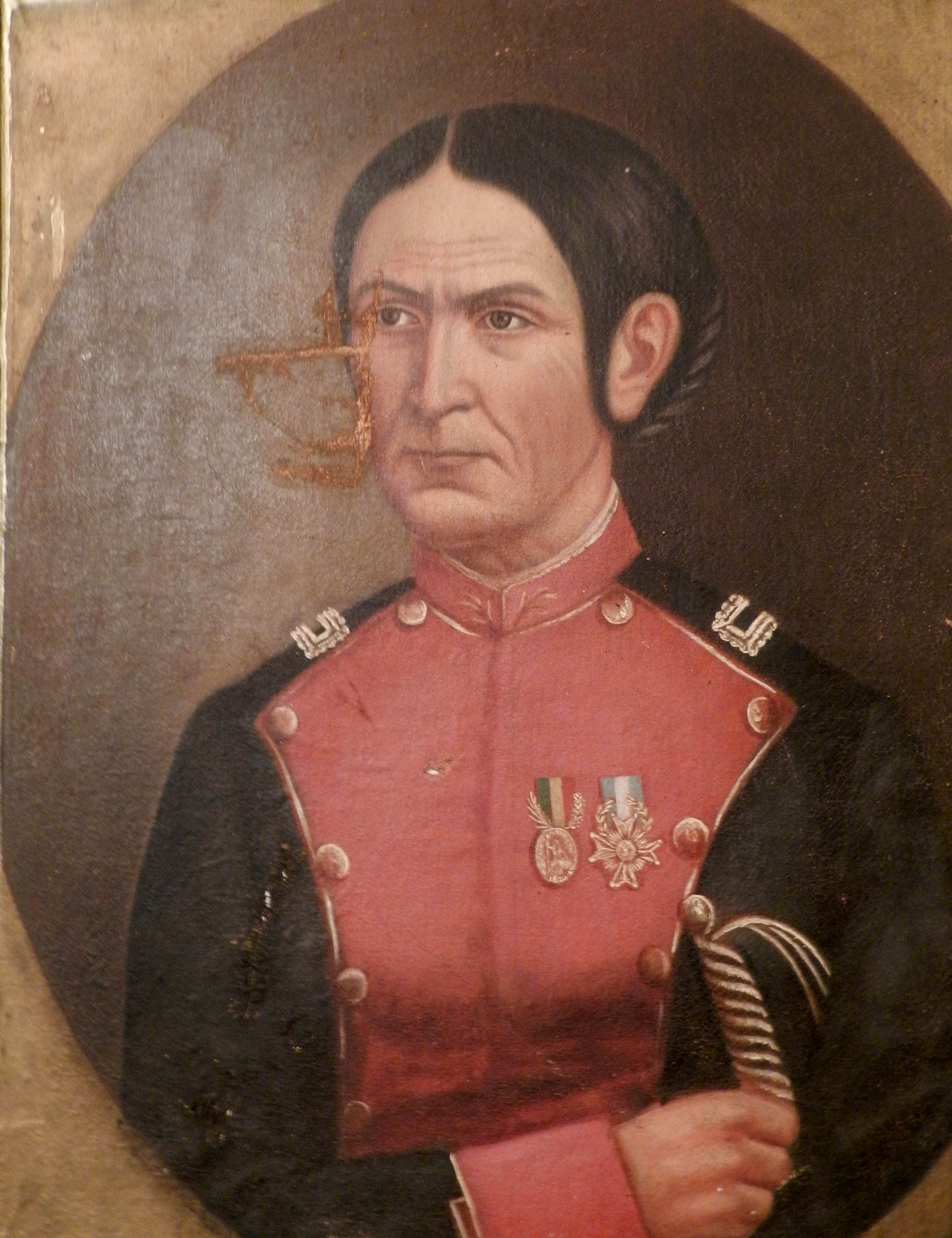
フアナ・アスルドゥイ・デ・パディーヤ。ボリビア独立戦争に参加した。

イスパノアメリカ独立戦争において、女性はただの傍観者ではなかった。多くの女性が政治立場をとり、独立運動に参加した。ほかには銃後で母、姉妹、妻、娘として、戦場で戦っている男性の親族を世話した女性もいた。さらに政治組織を成立した女性、兵士に食料や物資を寄付するための会合や組織を設立した女性もいた。
一部ではスパイ、情報提供者、兵士として戦争を支援した女性もいた。例えば、シモン・ボリバルの愛人マヌエラ・サエンスはボリバルのスパイと腹心になり、ボリバルの記録を保管する秘書になった。彼女はボリバルの命を2度も救い、負傷した兵士を介護した。また、一部の歴史家は彼女が戦闘に数回参加したと信じていた。サエンスはボリバルとその軍勢に付き添いで独立戦争を戦い抜き、ラテンアメリカで「フェミニズム、女性解放と権利平等の母」として知られた。ボリバル自身もラテンアメリカにおける女性の権利と選挙権を支持した。彼は女性への圧迫、そして女性が下位であるというスペイン領時代に植え付けられた考えから女性を解放しようとした。ボリバルはサエンスの英雄的な行為を称えて彼女をコロンビア軍の大佐にしたが、当時従軍する女性がいなかったため論議を醸した。
ほかにもフアナ・アスルドゥイ・デ・パディーヤも独立戦争で活躍した。彼女は混血の女性で、リオ・デ・ラ・プラタの独立のために戦った。21世紀のアルゼンチン大統領クリスティーナ・フェルナンデス・デ・キルチネルは彼女を将軍として追認した。

### 政府と政治

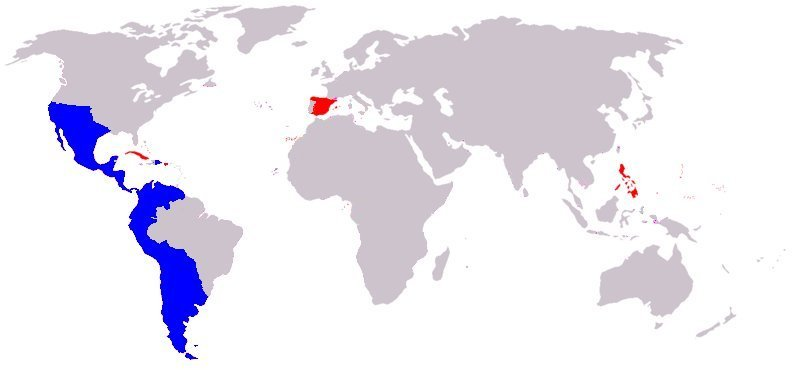
イスパノアメリカ独立戦争で独立した地域（青）

イスパノアメリカの独立はその安定を意味しなかった。新生諸国では明確な国民意識がなく、むしろそれを形成している最中であった。これは新聞、並びに国家のシンボルを作り出すことを通じて行われた。例えば、過去との決別として、「メキシコ」、「コロンビア」、「エクアドル」、「ボリビア」、「アルゼンチン」といった新しい国名が採用された。さらに、各国の国境線が明確に定められたわけではなく、独立のときからくすぶっていた連邦主義と中央集権の紛争が19世紀を通して継続した。独立に成功した大型国大コロンビアと中央アメリカ連邦共和国はいずれも十数年で崩壊しており、アルゼンチンは1860年代まで憲法制定すらままならなかった。
独立戦争により多くの半島人官僚が逃亡し、アウディエンシアなどの機関が消滅したため、イスパノアメリカを数世紀もの間統治した古い官僚制度は破壊された。植民地時期の重要な社会政治組織であったカトリック教会は独立戦争が終結した直後には弱体化していた。半島人の政府官僚と同じく、半島人の聖職者も教区を捨てて逃亡したのであった。空位になった聖職は新生諸国とローマ教皇の関係が正常化するまで数十年間空位のままとなった。教会は徐々に回復したが、その経済力と政治力は自由派に攻撃された。
独立戦争時期のイスパノアメリカでは代表民主制が大きく発展したが、いくつかの国においては政治と国家機関の欠如により19世紀が軍政の時代になった。独立戦争で頭角を現した軍部は戦争が終結した後に報酬を確保しようとしていたため、終戦の後も軍は完全には解体されず、独立初期の数十年間においてはより安定した国家組織となっている。結果的には軍、特にその首脳部が政治の発展に影響力を発揮し、経済、軍事、政治権力を掌握したカウディーリョが現れることとなった。